# Котуня
Котуня (пол. Kotunia) — село в Польщі, у гміні Слупца Слупецького повіту Великопольського воєводства.
Населення — 469 осіб (2011).
У 1975-1998 роках село належало до Конінського воєводства.

## Демографія
Демографічна структура станом на 31 березня 2011 року:
|          | Загалом | Допрацездатний вік | Працездатний вік | Постпрацездатний вік |
| -------- | ------- | ------------------ | ---------------- | -------------------- |
| Чоловіки | 234     | 53                 | 162              | 19                   |
| Жінки    | 235     | 48                 | 140              | 47                   |
| Разом    | 469     | 101                | 302              | 66                   |